# Fenoma
El fenoma (en inglés, phenome) es el conjunto completo de fenotipos expresados en una célula, tejido, órgano, organismo o especie. Aquí el concepto de fenotipo debe interpretarse en un sentido muy amplio, es decir, como el conjunto de características observables de un organismo, ya sean morfológicas, bioquímicas, fisiológicas o conductuales, y que abarca incluso características moleculares como los perfiles de expresión génica en respuesta a señales ambientales. El fenoma sería, así, el resultado de la medición sistemática de todos los factores que contribuyen a cada fenotipo, incluidos los rasgos cualitativos y cuantitativos. Se trata, por tanto, de un término que engloba los resultados físicos y químicos medibles de las interacciones entre los genes y los entornos medioambientales experimentados por los seres vivos. En cierto modo resulta muy similar a lo que ocurre en organizaciones como gobiernos y empresas, las cuales se centran en los resultados más que en cada una de las actividades en sí mismas. 
El término fenoma fue utilizado por primera vez por Bernard Davis en 1949, como “la suma total de las porciones extragénicas, no autorreproductoras de la célula, ya sean citoplásmicas o nucleares. El fenoma sería la base material del fenotipo, así como el genoma es la base material del genotipo". Más adelante, este vocablo aparece en la literatura en 1989, introducido por Michael Conrad y Mateen Rizki en un contexto de modelización bioinformática de sistemas evolutivos, según el cual un organismo está constituido por un genoma, un fenoma y un mapa (de desarrollo) que conecta ambos. El uso del término fenoma en el sentido del conjunto medible de todos los fenotipos de un organismo, al que se le ha conferido realmente una mayor importancia hasta hoy, no surgió sino hasta 1995, introducido por Richard Strohman, y recibió un mayor empuje gracias a la propuesta de un Proyecto Fenoma Humano en 2003. El concepto de fenoma se ha vuelto cada vez más común en la literatura durante las décadas de los 2000s y 2010s, con aplicaciones a una variedad de organismos cada vez más amplia.
El fenoma contempla, así, el fenotipo en un sentido global, como el estatus de un organismo resultante de las interacciones entre genes, medio ambiente, enfermedad, mecanismos moleculares y azar. Empero, aunque el término fenoma lleva siendo utilizado durante muchos años, la distinción entre el uso de fenoma y fenotipo es problemática. En este contexto, la mera definición de lo que un fenotipo concreto abarca ya resulta difícil, y en última instancia se suele considerar simplemente como un cambio en la apariencia, es decir, una desviación del llamado tipo silvestre, considerado como un individuo promedio, y por lo tanto hipotético, de cada especie. No obstante, dado que los datos fenotípicos pueden abarcar cualquier característica observable de un organismo, pueden representar la descripción de una enfermedad, la caracterización de una mutación natural, o el resultado de un estudio de inactivación o sobreexpresión de genes, llevado a cabo a nivel clínico, celular o molecular. En algunos casos, incluso los resultados de estudios de micromatrices de expresión están siendo etiquetados como “fenotipo”. La implementación de las llamadas historias clínicas electrónicas añaden aún un nuevo grado de complejidad al concepto.
La investigación sistemática del fenoma se denomina fenómica. De acuerdo con las dificultades conceptuales expuestas, una tarea principal de este campo, relativamente nuevo, consiste en aclarar lo que en términos prácticos constituye un fenotipo, y luego delinear los diferentes componentes fenotípicos que componen el fenoma. Dado que los fenotipos, al igual que los genotipos, pueden por definición variar entre individuos, es esta variabilidad lo que la fenómica persigue comprender. Los enfoques fenómicos requieren recopilar información fenotípica, de cualquier individuo, a toda una serie de niveles distintos de resolución (moléculas, células, tejidos y organismos completos), para después determinar cómo estas características pueden estudiarse de forma conjunta de cara a obtener información útil o un beneficio. Todas las características fenotípicas representan la expresión de genotipos particulares combinados con los efectos de influencias ambientales específicas. Si bien ya existe un enorme esfuerzo centrado en identificar la base genotípica de la variación fenotípica, aún se sabe relativamente poco sobre cómo integrar este esfuerzo con la investigación de las influencias ambientales sobre los fenotipos. 
La creación de bases de datos fenotípicas integrales brinda una gran oportunidad para caracterizar el fenoma, especialmente cuando se le considera como la representación fenotípica completa de la especie. A su vez, debe existir una discusión amplia, no solo sobre cómo definir fenotipos, sino también sobre las características fenotípicas a incluir (y excluir) en las bases de datos de fenomas. Existe ya un interés considerable en aplicar enfoques fenómicos a una amplia gama de problemas biológicos, con aplicaciones crecientes fundamentalmente en la medicina personalizada y la industria agrícola. Así, numerosas compañías de biociencias e instituciones están aplicando enfoques fenómicos para identificar la base genética de conjuntos de enfermedades concretas. Por otra parte, las herramientas y técnicas fenómicas están allanando el camino para aprovechar la potencialidad de los recursos genómicos en la mejora genética de las plantas de cultivo, existiendo con este fin plataformas avanzadas de fenotipado integrado de alto rendimiento. Otras áreas de aplicación de esta disciplina son la industria farmacéutica, la ingeniería metabólica y la biología evolutiva, por citar algunos ejemplos.
Desde el año 2000 está en marcha un proyecto fenoma del ratón (Base de Datos del Fenoma del Ratón), reforzado por la facilidad de realizar múltiples ensayos fenotípicos simultáneamente sobre un solo animal, la factibilidad de controlar factores ambientales que contribuyen a los fenotipos, la oportunidad de generar nuevos fenotipos mediante mutagénesis y la disponibilidad de infinidad de genomas de ratón completos secuenciados. Otros vertebrados modelo en los cuales se están llevando a cabo proyectos fenoma son el pez cebra (Proyecto Mutación del Pez Cebra) y el perro (Proyecto Fenoma Canino).

## Fenoma humano
El fenoma humano, en un sentido muy amplio, se define como el conjunto completo de todas las características humanas. En un sentido más restringido, al igual que los términos genoma y proteoma hacen alusión al conjunto de todos los genes y proteínas de un individuo, respectivamente, el fenoma representaría la suma total de sus rasgos fenotípicos3. Ejemplos de estos últimos en nuestra especie son el color de la piel, el color de los ojos (iris), la estatura o características específicas de la personalidad. Delinear la composición del fenoma implica dos tareas principales: catalogar las características fenotípicas y determinar las correlaciones entre combinaciones de dichas características. Estas últimas van desde macro- a microescalas, desde la apariencia externa hasta las funciones internas, desde las características bioquímicas hasta el comportamiento psicológico, etc. Las combinaciones correlacionadas de características constituyen rasgos, y existen numerosas formas diferentes de combinarlas. La investigación genética en humanos se ha centrado hasta la fecha en solo algunas de las más evidentes, principalmente el diagnóstico de enfermedades. 
Aunque cualquier fenotipo de un organismo determinado está basado en su genotipo, la expresión fenotípica puede verse influida por influencias ambientales, mutaciones y la variación genética, incluidos los polimorfismos de un solo nucleótido (SNPs), o una combinación de estos factores. Además, debe tenerse en cuenta que el fenoma de un individuo es dinámico, cambiando en respuesta a diversas influencias externas, tales como alimentos y aditivos alimentarios, medicamentos, toxinas y contaminantes. El estilo de vida y el medio ambiente, por lo tanto, juegan un papel importante en la determinación del fenoma de una persona o de cualquier ser vivo.

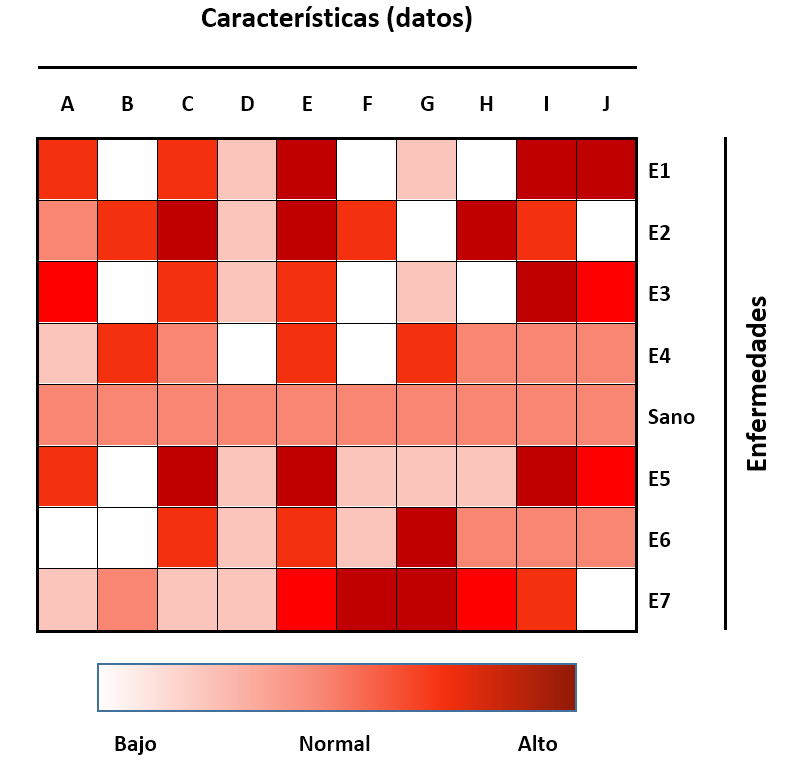
Mapa de calor de fenoma humano.

Un fenoma humano, en una representación muy simplificada, puede venir definido por un mapa de calor. Este se genera situando un conjunto de características fenotípicas a lo largo de un eje, X en este caso, y una serie de clases fenotípicas o enfermedades en el eje Y. Por ejemplo, en la figura adjunta E1 a E7 representan siete enfermedades fenotípicamente relacionadas, y las letras A a J son características asociadas a los fenotipos en estos trastornos. Los colores del mapa obedecen a un gradiente de blanco a rojo oscuro, de acuerdo con la menor a mayor intensidad o prevalencia de cada característica en comparación con un rango de referencia (blanco = característica ausente; rojo oscuro = muy intensa o prevalente; rojo claro = intensidad promedio o normal). Según los patrones mostrados, los trastornos E1 y E3 parecerían similares, E1 y E5 compartirían algunas similitudes, y E1 y E7 serían enfermedades diferentes. Una evaluación más rigurosa del fenotipo ayudaría a seleccionar sujetos para un estudio de asociación de casos y controles, o para definir mejor los trastornos subyacentes.
El estudio del fenoma humano ha adquirido hoy día un interés y dimensión globales. Pretende el análisis de todo el conjunto de características humanas (fenotipos) a medida que cambian en respuesta a mutaciones genéticas e influencias ambientales. Implica, con este fin, medir y caracterizar sistemáticamente las características internas y externas de cada individuo, desde el nivel micro al macro. Utiliza para ello tecnología de macromedición (de análisis fenotípico a gran escala) combinada con métodos de minería de big data para describir la relación a escalas múltiples entre genotipos, fenotipos y medio ambiente. Se pretende con ello construir un mapa de conocimiento a gran escala, altamente complejo y dinámico, del fenoma humano. Frente al nuevo paradigma de la investigación en ciencias de la vida, la investigación del fenoma humano en el mundo todavía se lleva a cabo en centros que funcionan esencialmente de forma independiente. Es necesario establecer un sistema internacional estandarizado en el campo del fenoma humano para facilitar lo que será una nueva revolución en la investigación biomédica humana, con un enorme potencial de mercado y un sinfín de aplicaciones clínicas. En este contexto, la disponibilidad de conjuntos completos de datos fenoma-genoma fomentará nuevas estrategias para identificar variantes asociadas a enfermedades que complementarán, más que sustituirán, los enfoques tradicionales de mapeo de genes mórbidos. Existe ya, no obstante, un Proyecto Fenoma Humano Internacional (IHPP) actualmente en gestación Archivado el 13 de agosto de 2019 en Wayback Machine., que se espera genere enormes conjuntos de datos análogos a los derivados del Proyecto Genoma Humano. Los métodos de agrupamiento (clustering) permitirán identificar grupos de individuos cuyas características fenotípicas sean más similares entre sí que a las de otros en los bancos de datos fenómicos. A estas características se les podrá determinar su asociación con genotipos de genoma completo o podrán utilizarse para desarrollar estrategias de tratamientos de enfermedades diferenciados y más personalizados.

## Bases de datos
Contienen una gran cantidad de información disponible sobre fenotipos humanos las siguientes bases de datos:
- Archivo Europeo de Genomas-Fenomas (EGA)
- Ontología del Fenotipo Humano (HPO)
- Fenomizador (Phenomizer)
- Base de Datos de Genes y Fenotipos (GenAtlas)
- Herencia Mendeliana en el Hombre Online (OMIM)
- Base de Datos de Mutaciones en Genes Humanos (HGMD)
- Base de Conocimiento sobre Farmacogenómica (PharmGKB)